# ジョエル・マーレイ
ジョエル・マーレイ（Joel Murray、1962年4月17日 - ）は、アメリカ合衆国の俳優である。

## 来歴
ブライアン・ドイル＝マーレイ、ビル・マーレイの弟としても知られる俳優のジョエルは、1962年にイリノイ州シカゴに生まれる。9人兄弟という大家族で、ジョエル以外の兄弟も現在は俳優をしている。父親は木材のセールスマンで、母親は郵便室係だった。アイルランド系カトリックの家庭で育つ。地元の高校時代は、フットボールチームのキャプテンとして活躍する。その後、兄に続きエンターテイメントの道へ進み始め、シカゴを拠点とする即興コメディ劇団のセカンド・シティへ参加。
1986年にジョン・キューザック、デミ・ムーアら出演の『ワン・クレイジー・サマー』で映画デビューを果たす。1988年には、兄のビルが主演した『3人のゴースト』へも出演した。同作品にはジョエルの他、ブライアン、ジョンも出演している。1990年代に入ると、数々のテレビシリーズへ出演し始めて、1997年から放送された人気テレビシリーズ『ダーマ&グレッグ』で主人公グレッグの同僚を演じて一躍コメディ俳優としての地位を得た。同作品には119エピソード出演している。また、2007年から出演した『マッドメン』でも古株のコピーライター役としてレギュラー出演を果たして日本でも知られるようになった。
脇役として出演することが多かったが、2011年にコメディアンで俳優のボブキャット・ゴールドスウェイトがメガホンを取った『ゴッド・ブレス・アメリカ』では世間に怒りを爆発させる中年男役で主役をはっている。ゴールドスウェイトとは以前にいくつかの映画でも共演している。現在もテレビドラマを中心に精力的に活動しているが、数々の賞を総なめにしたアカデミー作品賞受賞の無声映画『アーティスト』などへも出演している。

### 私生活
1989年に女優のEliza Coyleと結婚して、現在は4児の父親でもある。妻とは『ダーマ&グレッグ』や『ゴッド・ブレス・アメリカ』などで共演している。

## 出演作品

### 映画
| 公開年 | 邦題 原題                                               | 役名                 | 備考             |
| ------ | ------------------------------------------------------- | -------------------- | ---------------- |
| 1986   | ワン・クレイジー・サマー One Crazy Summer               | ジョージ             |                  |
| 1988   | 3人のゴースト Scrooged                                  | 客                   |                  |
| 1992   | オンリー・ユー Only You                                 | バート               |                  |
| 1996   | 原始のウーマン/氷河時代からこんにちは! Encino Woman     | ミスター・ジョーンズ | テレビ映画       |
| 1996   | ケーブルガイ The Cable Guy                              | バスケットボール選手 |                  |
| 1998   | ピンク・ピンク・ライン The Thin Pink Line               | バーテンダー         |                  |
| 2006   | HATCHET/ハチェット Hatchet                              | ダグ・シャピロ       |                  |
| 2010   | HATCHET After Days/ハチェット アフターデイズ Hatchet II | ダグ・シャピロ       | クレジットなし   |
| 2011   | アーティスト The Artist                                 | 警察官               |                  |
| 2011   | ゴッド・ブレス・アメリカ God Bless America              | フランク             |                  |
| 2012   | 噂のギャンブラー Lay the Favorite                       | ダレン               |                  |
| 2013   | モンスターズ・ユニバーシティ Monsters University        | ドン                 | アニメ、声の出演 |
| 2013   | スティーブ・ジョブズ jOBS                               | Computer Professor   |                  |
| 2017   | あなたの旅立ち、綴ります The Last Word                  | ジョー・ミューラー   |                  |

### テレビシリーズ
| 放映年    | 邦題 原題                                                                  | 役名                               | 備考                   |
| --------- | -------------------------------------------------------------------------- | ---------------------------------- | ---------------------- |
| 1990      | Grand                                                                      | ノリス                             | 26エピソード           |
| 1991-1992 | Pacific Station                                                            | ケン・エプスタイン                 | 13エピソード           |
| 1992      | ブロッサム Blossom                                                         | ダグ                               | 1エピソード            |
| 1992-1995 | Love & War                                                                 | レイ                               | 67エピソード           |
| 1994      | ベートーベン Beethoven                                                     | ベートーベン                       | 13エピソードに声の出演 |
| 1996      | Mr. & Mrs. Smith                                                           | ボブ                               | 1エピソード            |
| 1997-2002 | ダーマ&グレッグ Dharma & Greg                                              | ピーター・ジェームズ・キャヴァナー | 119エピソード          |
| 2003      | マルコム in the Middle Malcolm in the Middle                               |                                    | エピソード             |
| 2003-2006 | Still Standing                                                             |                                    | エピソード             |
| 2007-2012 | マッドメン Mad Men                                                         | フレディ・ラムセン                 | 13エピソード           |
| 2007-2013 | チャーリー・シーンのハーパー★ボーイズ Two and Half Men                     | ニック／ダグ／ピーティ             | 5エピソード            |
| 2008      | クリミナル・マインド FBI行動分析課 Criminal Mind                           | 弁護士                             | 1エピソード            |
| 2008      | コールドケース 迷宮事件簿 Cold Case                                        | ボビー・ケント（2008年）           | 1エピソード            |
| 2011      | シェイムレス 俺たちに恥はない Shameless                                    | エディ・ジャクソン                 | 9エピソード            |
| 2011      | クリミナル・マインド 特命捜査班レッドセル Criminal Minds: Suspect Behavior | 検視官                             | 1エピソード            |
| 2012      | CSI:マイアミ CSI: Miami                                                    | ジョージ・オルセン                 | 1エピソード            |
| 2012      | デスパレートな妻たち Desperate Housewives                                  | アラン                             | 1エピソード            |
| 2012      | フィラデルフィアはいつも晴れ It's Always Sunny in Philadelphia             | アンドリュー                       | 1エピソード            |

### テレビアニメ
- ぎゃあ!!!リアル・モンスターズ Aaahh!!! Real Monsters (1994-1996)
- バズ・ライトイヤー・ラスト・コマンド Buzz Lightyear of Star Command (2000)
- Baby Blues (2000-2002)

## 参照
1. ↑  “Bill Murray Biography (1950-)”. Film Reference 2007年11月12日閲覧。
2. ↑  “Bill Murray Family Tree”. Ancestry.com.  オリジナルの2007年12月27日時点におけるアーカイブ。 2007年11月12日閲覧。
3. ↑  Elder, Sean. “Brilliant Careers: Bill Murray”. Salon.com.  オリジナルの2009年3月29日時点におけるアーカイブ。 2007年11月12日閲覧。